# Шатоге (Квебек)
Шатоге (фр. Châteauguay) је град у Канади у покрајини Квебек. Према резултатима пописа 2011. у граду је живело 45.904 становника.

## Становништво
Према резултатима пописа становништва из 2011. у граду је живело 45.904 становника, што је за 7,3% више у односу на попис из 2006. када је регистровано 42.786 житеља.
| 2006.  | 2011.  |
| ------ | ------ |
| 42.786 | 45.904 |